# José Bravo Domínguez
José Bravo Domínguez (Ceuta, 18 de febrer de 1916 - Ceuta, 1 de febrer de 1993) fou un futbolista espanyol dels anys 1940. Va ser internacional amb la selecció catalana i amb la selecció espanyola.

## Trajectòria
Després de jugar als clubs España de Ceuta, África SC de Ceuta, Llevant UE, África SC i Reial Múrcia CF club amb el qual ascendí a primera divisió, l'any 1940 ingressà al FC Barcelona. Romangué al Barça fins a la temporada 1947-48 disputant un total de 196 partits i marcant 88 gols. Guanyà dues lligues els anys 1945 i 1948, a més d'una Copa d'Espanya el 1942. Quan abandonà el Barça fitxà pel Gimnàstic de Tarragona, club amb el qual també jugà a primera divisió. El 1950 fitxà pel Ceuta, on es retirà el 1951.
Fou internacional amb la selecció espanyola enfront França a Sevilla, el 15 de març de 1942, partit guanyat per 4 a 0. Amb la selecció catalana de futbol disputà 7 partits i marcà 2 gols entre 1943 i 1950.

## Palmarès
FC Barcelona
- Lliga espanyola: 2
  - 1944-45, 1947-48
- Copa espanyola: 1
  - 1941-42
- Copa d'Or Argentina: 1
  - 1944-45
- Copa Eva Duarte de Perón: 1
  - 1947-48